# Kasteelpark Born
Kasteelpark Born is een middelgroot dierenpark dat gelegen is in de tuinen van voormalig Kasteel Born. Er zijn vele verschillende soorten dieren gehuisvest, onder andere inheemse dieren als herten, schapen en geiten, maar ook uitheemse diersoorten als nandoes, alpaca's, stekelvarkens, roofdieren en apen. Daarnaast is er een doorloopvolière met papegaaiachtigen.

## Geschiedenis
Kasteel Born is in het jaar 1930 door een brand verwoest. Het huidige kasteelpark is hier rondom heen gebouwd. Sinds 29 juli 2003 beschikt het park over een dierentuinvergunning.

## Galerij

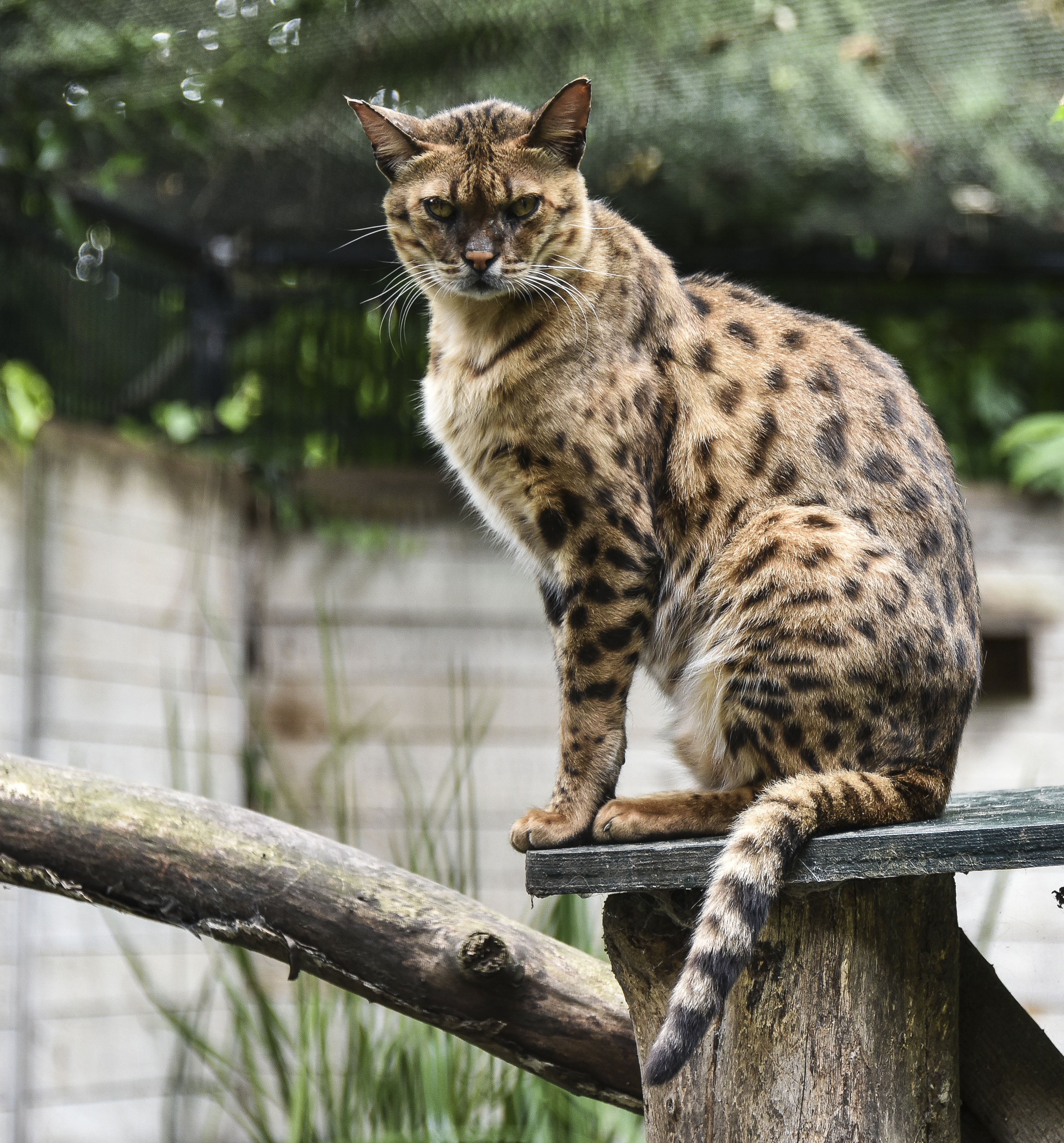
Savannahkat
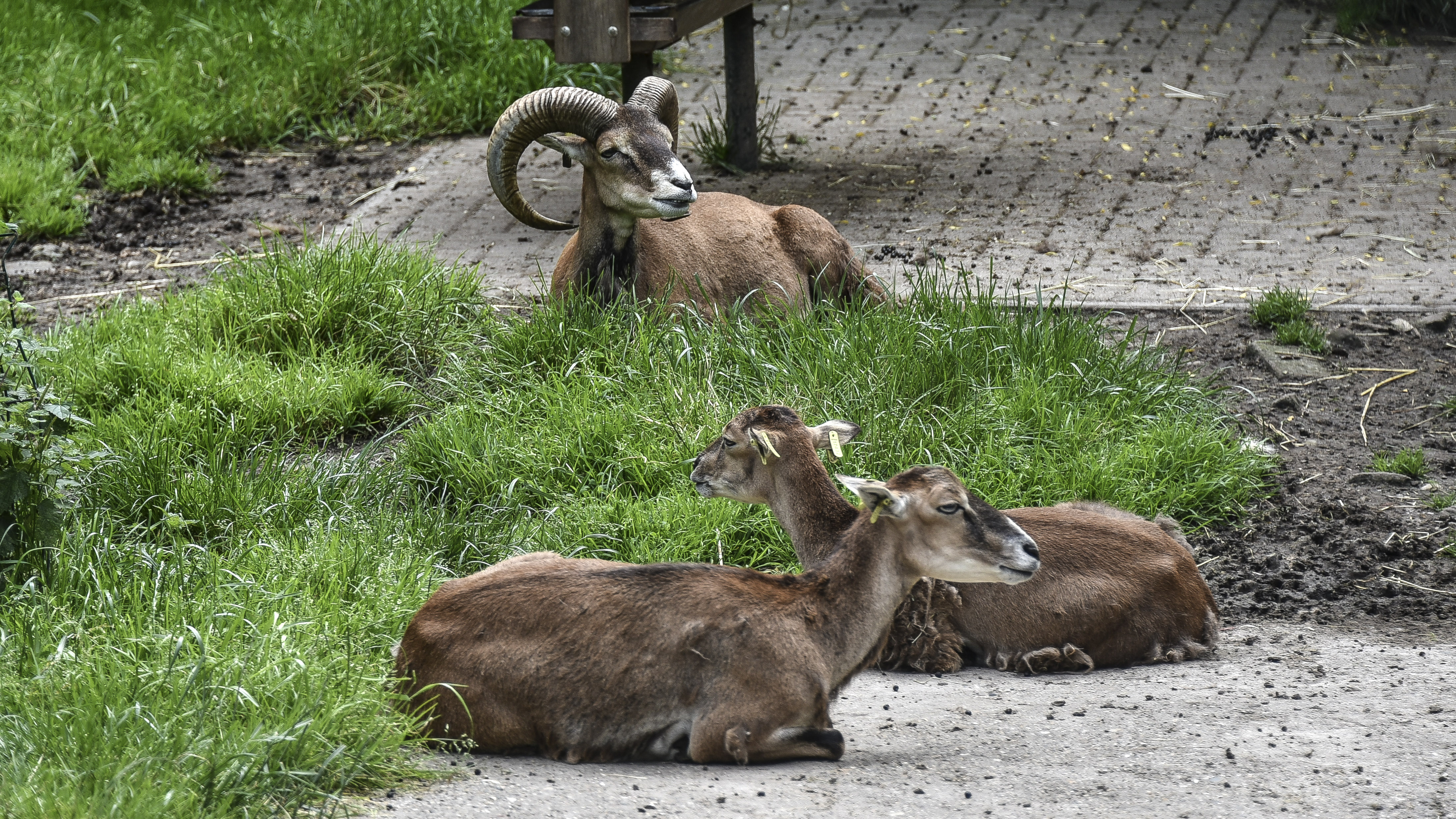
Moeflons
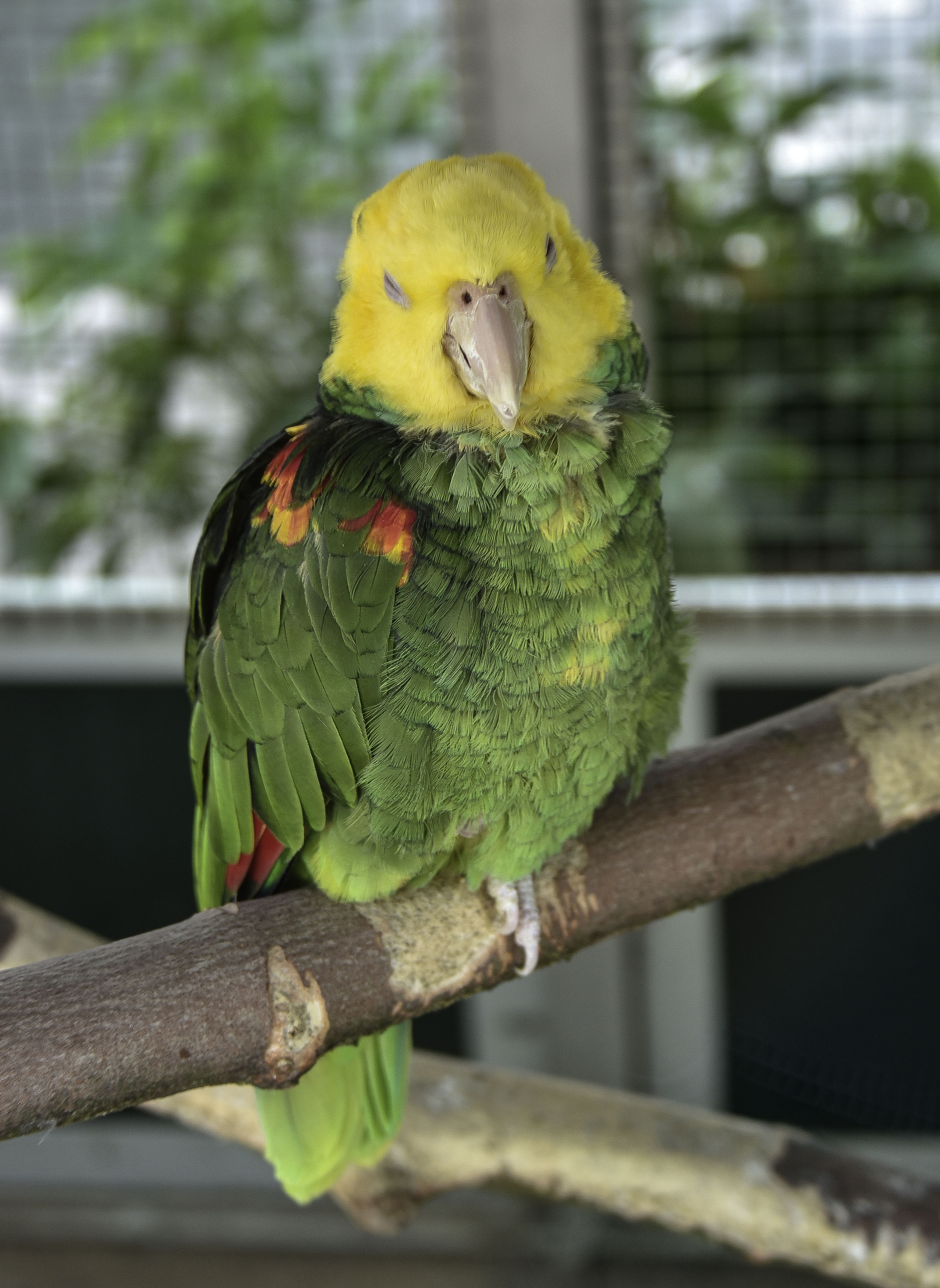
Geelkopamazone
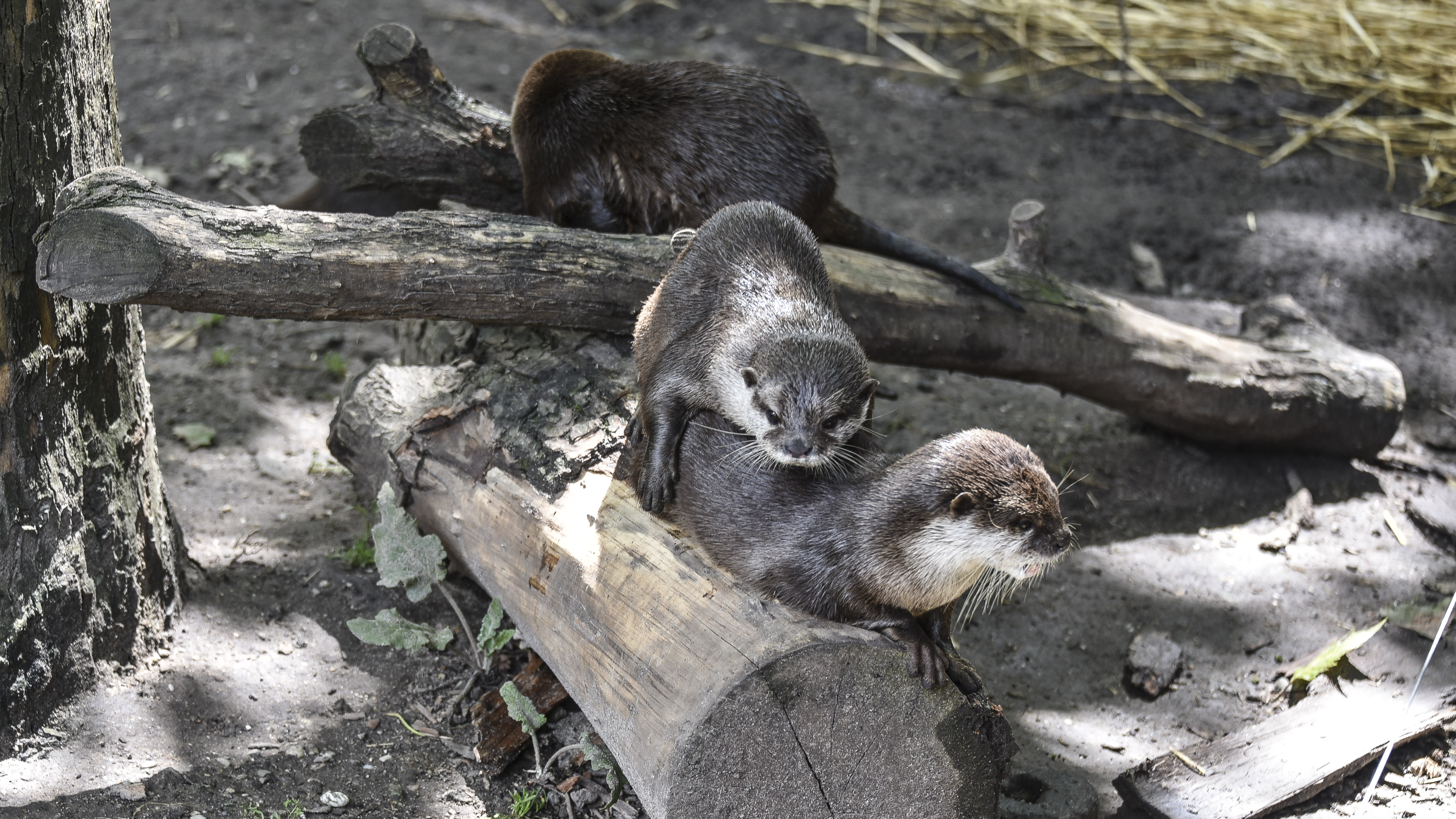
Kleinklauwotter
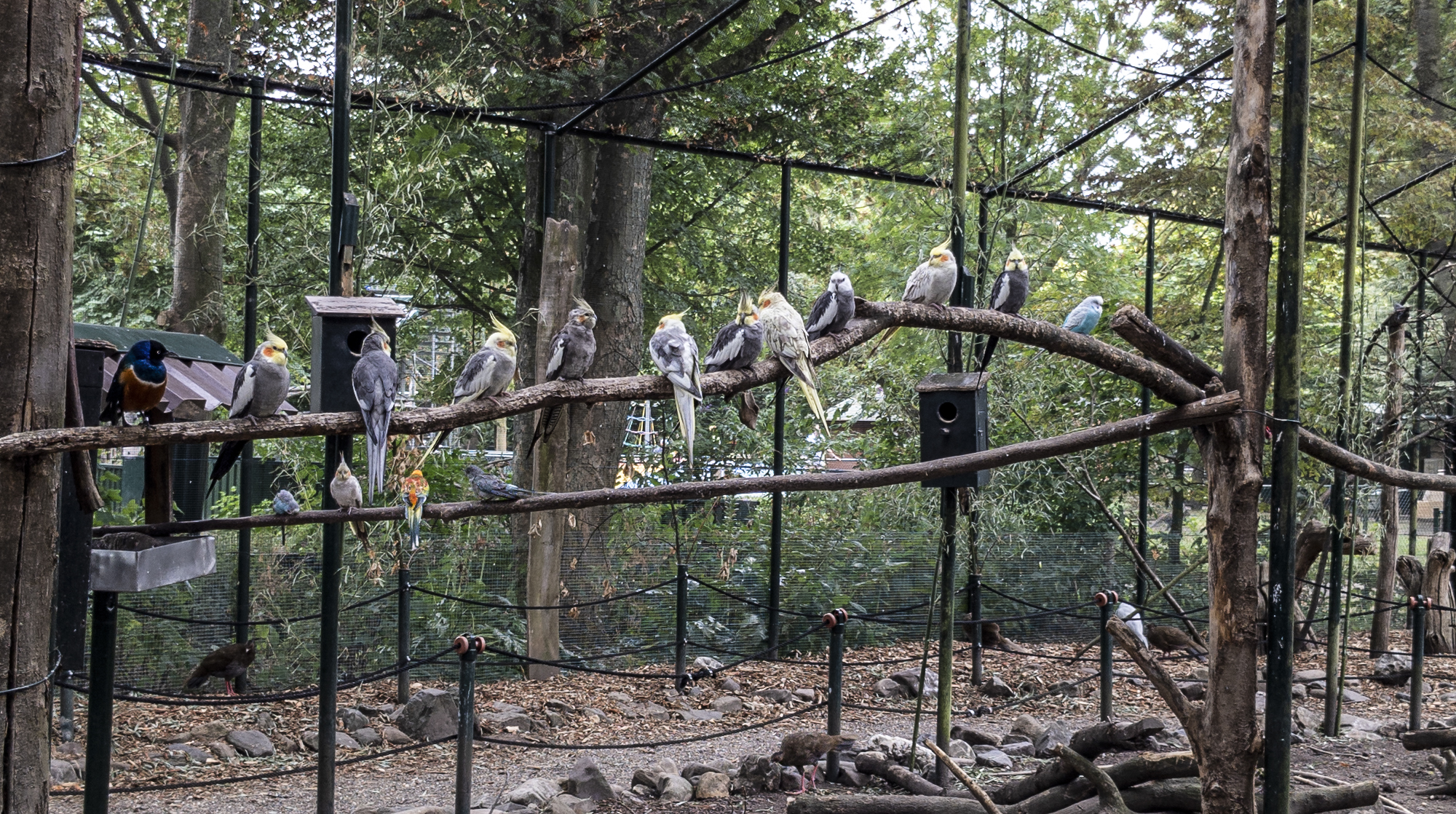
Doorloopvolière
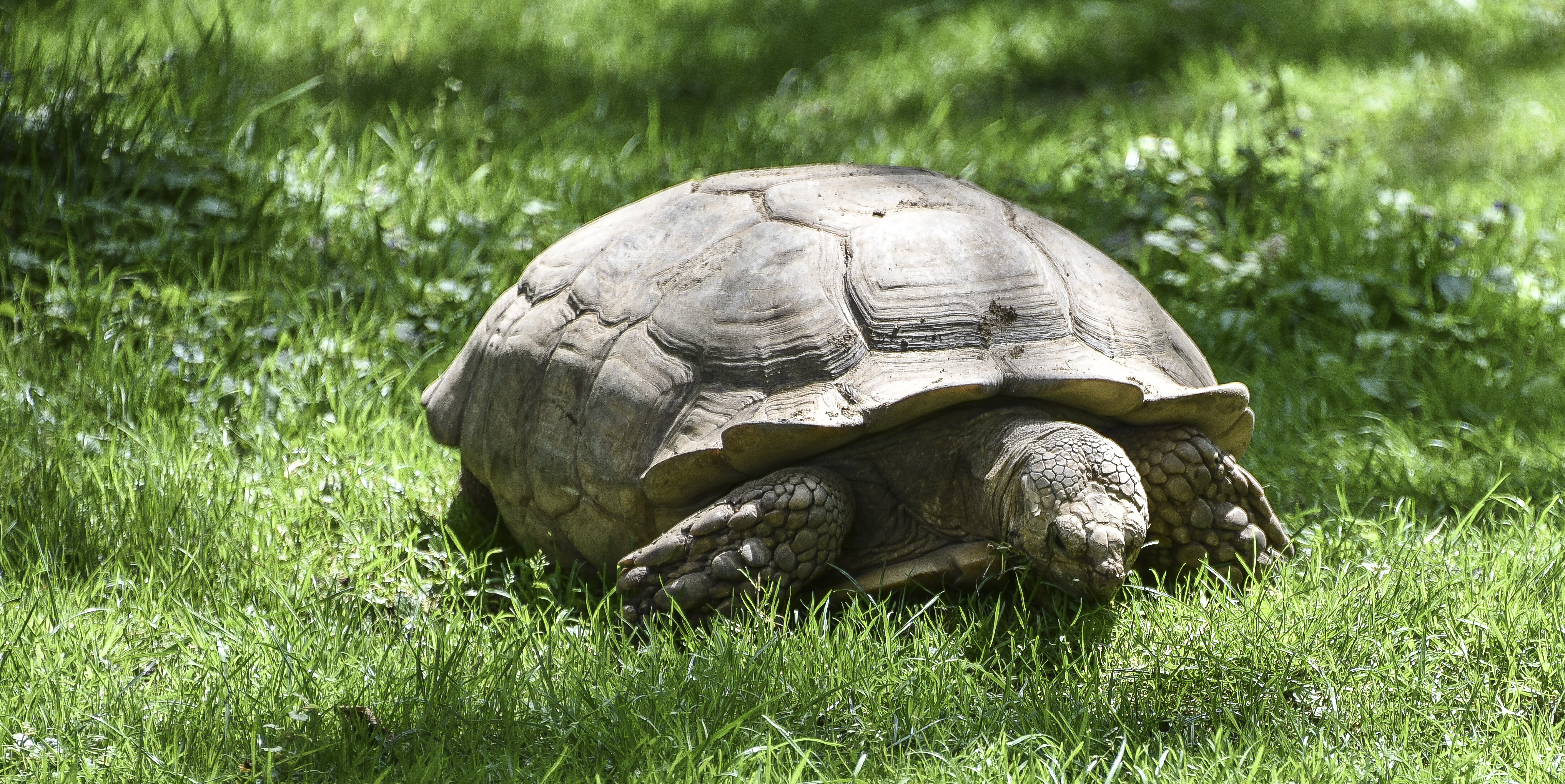
Sporenschildpad
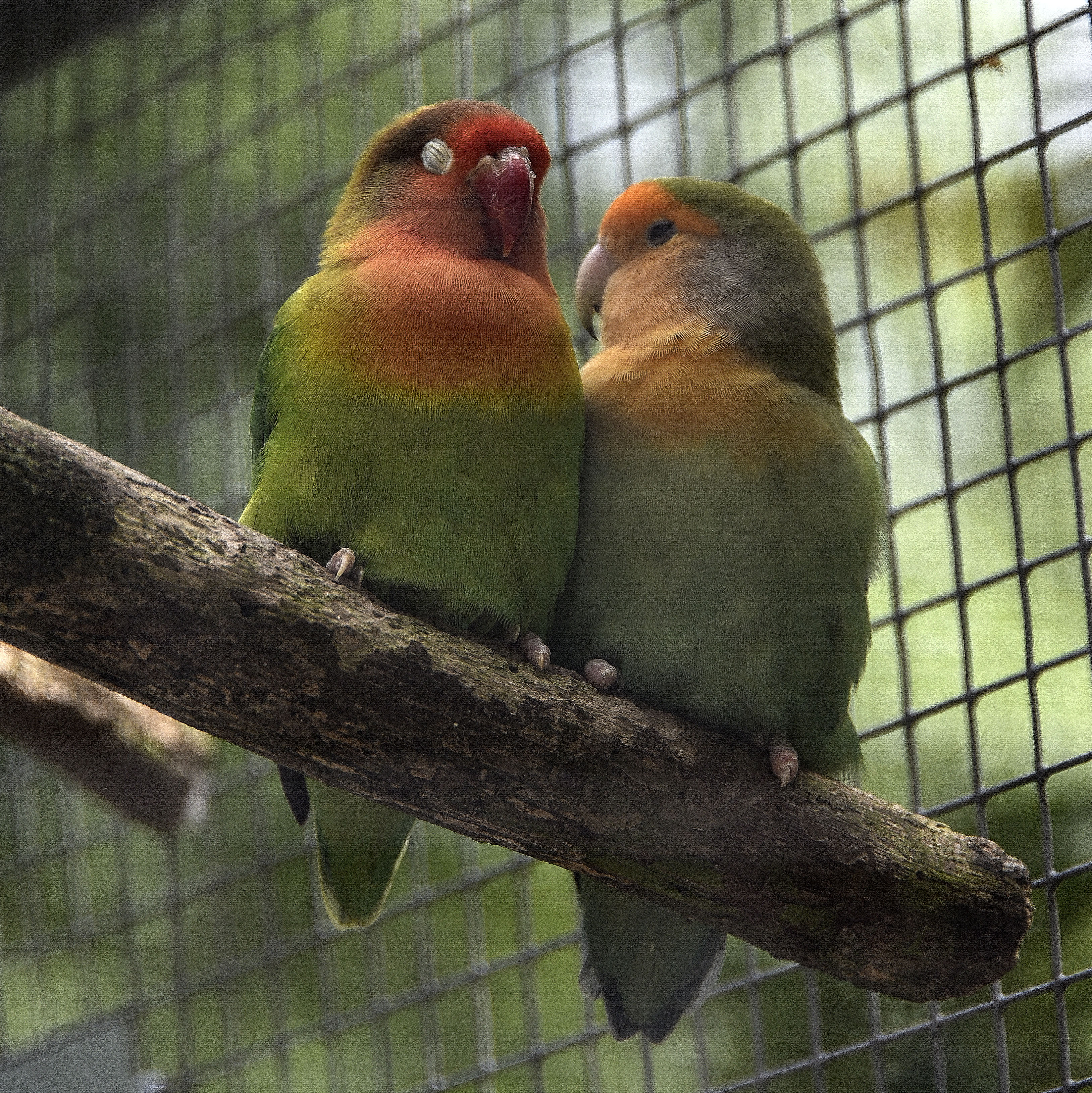
Dwergpapegaaien
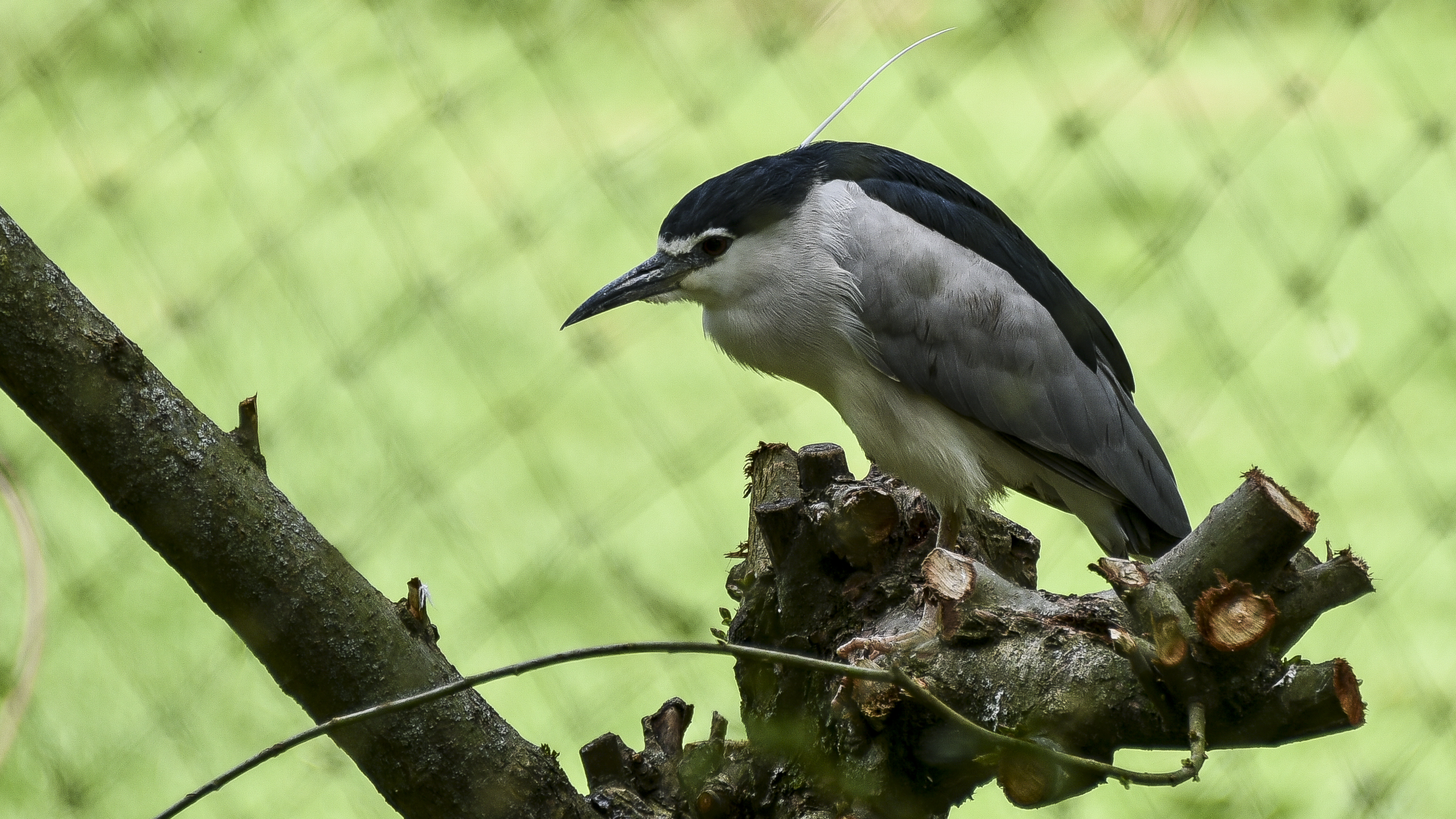
Kwak
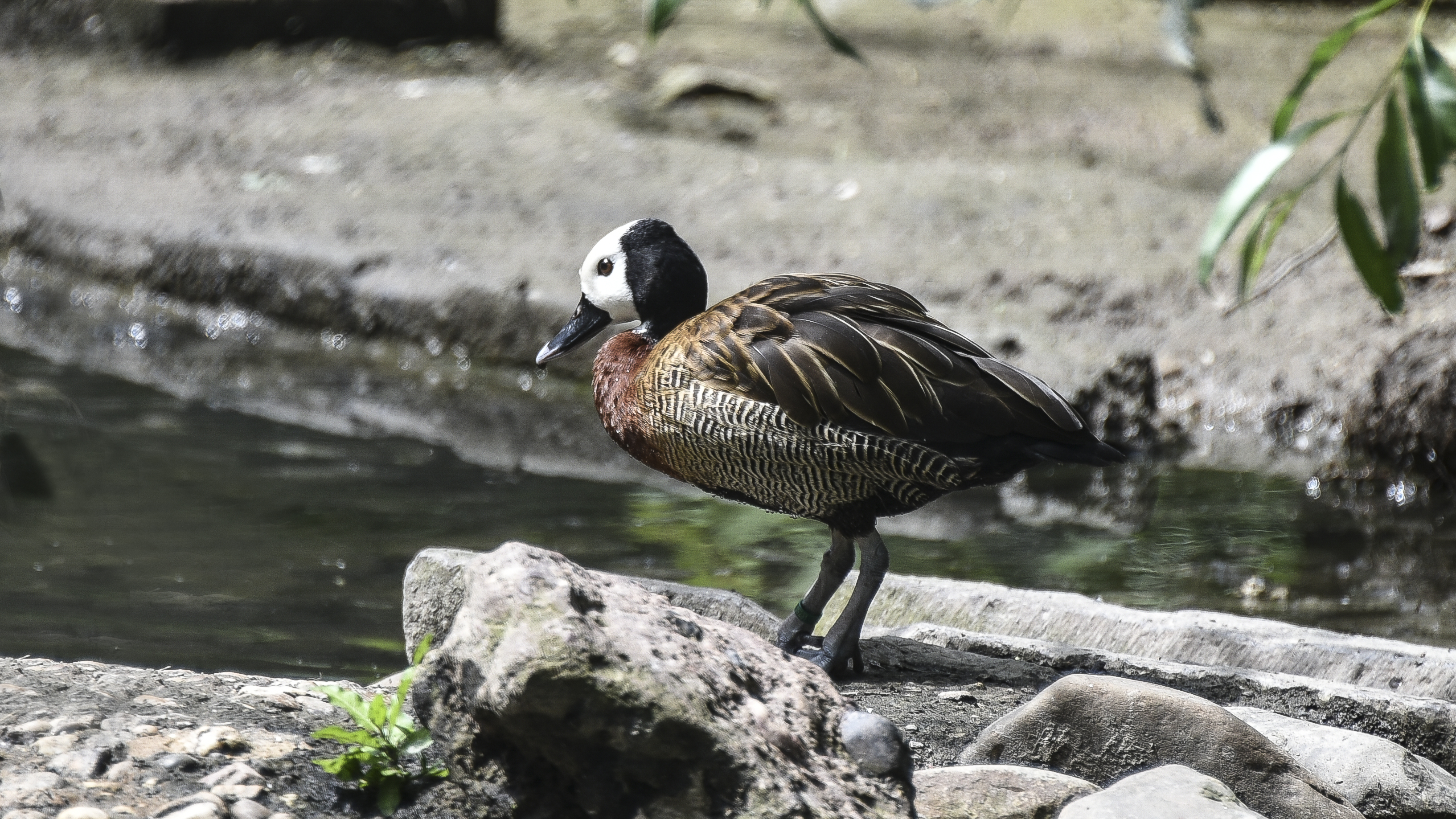
Witwangfluiteend